# Escalada de conflicte
L'escalada de conflicte és el procés pel qual el conflicte creix en gravetat amb el temps. Això pot referir-se a conflictes entre individus o grups en relacions interpersonals, o pot referir-se a l'escalada d'hostilitats en un context polític o militar. En la teoria de sistemes, el procés d'escalada del conflicte es modela mitjançant una retroalimentació positiva.
Se sol parlar d'espiral de violència quan ja s'ha entrat, en l'escalada, en l'ús de la violència per tal d'imposar-se a l'altre. En un grau superior, i quan ja hi ha un enfrontament entre forces armades es parla d'escalada bèl·lica.

## Escalada bèl·lica
Tot i que la paraula escalada es va utilitzar ja el 1938, es va popularitzar durant la Guerra Freda per dos llibres importants: On Escalation (Herman Kahn, 1965) i Escalation and the Nuclear Option (Bernard Brodie, 1966). En aquests contextos, es referia especialment a la guerra entre dos grans estats amb armes de destrucció massiva durant la Guerra Freda.
L'escalada de conflicte té un paper tàctic en el conflicte militar i sovint es formalitza amb regles explícites de compromís. Les tàctiques militars de gran èxit exploten una forma particular d'escalada del conflicte, com ara controlant el temps de reacció d'un oponent, que permet al tàctic perseguir o atrapar el seu oponent. Tant Napoleó Bonaparte com Heinz Guderian van defensar aquest enfocament. Sun Tzu el va elaborar d'una forma més abstracta i va sostenir que l'estratègia militar consistia a minimitzar l'escalada, i la diplomàcia per eliminar-la.